# Оранжерея Дурасова
Оранжерея Дурасова — большая оранжерея в подмосковной усадьбе Николая Дурасова «Люблино». 
Имела десять вместительных залов. Шестой зал являлся серединой большого здания; её центральный самый крупный и высокий круглый зал завершался стеклянным куполом.
В оранжерее выращивали редкие породы фруктовых деревьев и декоративных растений. В центре большого зала стояло большое померанцевое дерево. Ему было более ста лет, вывезено оно было из-за границы графом Шереметевым и ценилось знатоками в 12 тысяч рублей. Около него полукругом располагались ещё шесть померанцевых деревьев. В других залах росли деревья из Америки, Монголии и других стран.
В нескольких шагах отсюда находилось особое здание — ананасное и цветочное отделение. Здесь же были и открытые площадки, где в теплое время устраивались выставки образцов выращиваемых растений. За оранжереями выращивали молодые деревца для подсадки в парке и даже в лесу. В зимнее время, вне сезона, Дурасов устраивал свои обеды в оранжерее. 0б этом очень образно написал в своих «Записках современника» С. П. Жихарев.
Московская знать любила посещать знаменитые обеды в Люблине, которые зимой, устраивались в оранжерее, наполненной несметным количеством самых разнообразных и роскошных цветов. После обеда обычно выступали песенники, которым аккомпанировали на кларнете и рояле, а слуги разносили разнообразные угощения.
В праздники многие москвичи приезжали отдохнуть в Люблине семьями. И. Г. Гурьянов в первом очерке о Люблине, написанном им по впечатлениям посещения усадьбы 5 августа 1825 года, написал:

Ныне нет здесь представлений, но жители столицы все ездят сюда проводить время и принимаются с тем же гостеприимством, с каковым и прежде. Пройдя флигели и небольшую площадку, вы войдете в оранжерею и удивитесь царствующему здесь порядку и чистоте; вся оранжерея разделяется на десять зал; шестая, составляющая середину сего весьма большого здания, круглая, покрыта куполом и освещается сверху; на самой средине стоит отличное по величине померанцевое дерево: не говоря о том, что густые ветви его занимают знатное пространство сего зала, скажем, что стебель онаго имеет в окружности 14 вершков.

После смерти Н. А. Дурасова большой усадебный парк продолжал содержаться в чистоте его сестрой Аграфеной. В саду и оранжереях прибавилось экзотических растений. В середине XIX века, после смерти мужа А. А. Писарева, дочь Аграфены Алексеевны, Агриппина Михайловна Писарева, уже не справлявшаяся с управлением таким большим хозяйством, решила расстаться с Люблином, продав его московскому богачу Н. П. Воейкову (1789—1868). Здание оранжереи сгорело в 1920-х годах, но было частично восстановлено в 1985 году по сохранившимся фотоматериалам.